# Ice Sculpture Christmas
Ice Sculpture Christmas is een Amerikaanse kerstfilm uit 2015 van David Mackay.

## Verhaal
Onder druk van een jeugdvriend neemt Callie die werkt in een restaurant deel aan een sculptuurwedstrijd. Haar baas won de voorbije drie edities en ziet dit dus als rebellie. Ze moet een weg vinden tussen haar eigen dromen, liefde en haar job.

## Rolverdeling
- Rachel Boston - Callie Shaw
- David Alpay - David Manning
- Brenda Strong - Chef Gloria
- Paul McGillion - Frank Shaw
- Aliyah O'Brien - Brooke
- Mark Brandon - Ellis Manning
- Leanne Lapp - Jen
- Sachin Sahel - Zack
- Ken Camroux-Taylor - Carson Bradford
- Tonya Albers - Anna Shaw